# 191P/McNaught
191P/McNaught è una cometa  periodica appartenente alla famiglia delle comete gioviane.

## Storia della scoperta
La cometa è stata scoperta il 10 luglio 2007 dall'astronomo scozzese/australiano Robert H. McNaught. Al momento dell'annuncio della scoperta l'oggetto celeste sembrava essere una cometa non periodica, tre settimane dopo fu rilevato che era una cometa periodica, il giorno dopo veniva reso pubblico che un astrofilo giapponese, Syuichi Nakano, aveva scoperto immagini di prescoperta risalenti al 5 agosto 2000, a seguito di questo scoperta altri due astrofili, il tedesco Maik Meyer e l'olandese Reinder J. Bouma, scoprirono altre immagini riprese tra il settembre e il dicembre 2000. Il ritrovamento di immagini del passaggio al perielio precedente a quello del 2007 ha permesso di numerare la cometa in un tempo molto più breve dell'usuale.